# James Patrick Stuart
James Patrick Stuart (Encino, 16 de junho de 1968) é um ator de televisão estadunidense.
James Patrick Stuart participou da 7 Temporada de Supernatural onde interpretou o Sr Dick Roman, chefe dos Leviatãs (monstros do purgatório).
Participou também da segunda temporada de How to Get Away with Murder, no episódio 3, como advogado.